# オキシテトラサイクリン
オキシテトラサイクリン（Oxytetracycline、略号：OTC、OxTC）とは2番目に発見された広域テトラサイクリン系抗生物質である。テトラサイクリン系の抗生物質として、細菌感染症の治療に使用される。日本では、テラマイシン軟膏（ポリミキシンBとの合剤　ファイザー→陽進堂）とテラ・コートリル軟膏（ヒドロコルチゾンとの合剤）が販売されている。一般向け製品は同一商品名でジョンソン・エンド・ジョンソンが販売している。
オキシテトラサイクリンの抗菌スペクトルは広く、グラム陽性菌、グラム陰性菌、スピロヘータ、リケッチア、クラミジア等に有効であるが、一部の細菌は抵抗性を形成しており、その場合には有効性が低い。細菌が必須とする蛋白質の合成を阻害して作用する。蛋白質を合成できない事で、細菌は成長、分裂、増殖を妨げられ、人体等の免疫機能で処理され、または自然死する。 
OxTCはアクネ菌によるニキビの治療に日常的に用いられている。海外ではクラミジア感染症（胸の感染症であるオウム病、目の感染症であるトラコーマ、泌尿生殖器への感染症である性器クラミジア感染症）、肺炎等を起こすマイコプラズマ感染症、インフルエンザ菌等による慢性気管支炎の増悪、リケッチア感染症やQ熱の治療にも使用される。

## 効能・効果
オキシテトラサイクリンの適応菌種は制限が設けられておらず、「オキシテトラサイクリン感性菌」とされている。
オキシテトラサイクリン等のテトラサイクリン系抗生物質は、一般の感染症や稀な感染症等、多くの感染症の治療に用いられる。中等度〜重度のニキビの治療には6〜8週間のOxTC塗布がなされるが、3ヶ月以上改善が見られない場合は他の治療法に切り替えるべきである。
海外ではスピロヘータ感染症やクロストリジウム感染症、ペニシリンに感性の炭疽症の治療にも使われるほか、呼吸器、尿路、皮膚、耳、眼の感染症や淋病の治療にも用いられ得るが、近年では耐性菌が増加しているので使用頻度は減少している。ペニシリン系／マクロライド系薬剤にアレルギーを持つ患者に使われることがある。レジオネラ症（在郷軍人病）の治療にもマクロライドまたはキノロンの代替として使用される。
ライム病、ブルセラ症、コレラ、チフス、野兎病や、クラミジア、マイコプラズマ、リケッチア感染症等には、薬理学的特性が改善されたドキシサイクリンが用いられる。

## 副作用
外用で感作が成立するおそれがあるので、塗布部位の瘙痒、腫張等に注意が必要である。OxTC耐性菌または非感性菌が菌交代症を引き起こす事がある。
内服した場合の副作用は、テトラサイクリン系に代表的な胃腸症状および光過敏症である。歯や骨等のカルシウム濃度の高い器官にダメージを与えることがあるが、稀である。また時に鼻腔を侵食するので、妊産婦、授乳婦、12歳未満の小児は代わりの治療法がない時以外は内服すべきでないとされる。広域抗生物質の使用後にカンジダ症が発生することは珍しくない。

## 開発の経緯
土壌中の放線菌Streptomyces rimosus から発見され、1950年にオキシテトラサイクリンの化学構造が同定された。この発見後テトラサイクリン系の研究が盛んとなり、誘導体ドキシサイクリンが合成された。

## 獣医学領域での使用
オキシテトラサイクリンはミツバチの幼虫を冒す腐蛆病の治療に応用される。
OxTCは粉末または筋肉内注射で家畜の呼吸器疾患にも使われる。家畜や家禽の伝染病を予防するために餌に混ぜて使用される。OxTCは一部が消化管から吸収され、残りは堆肥中に蓄積される。米国農業研究事業団の研究に拠ると、堆肥中のオキシテトラサイクリンの分解は酸素濃度および湿度に依存的である。また湿度が高いと酸素濃度が低下してOxTCの分解が遅くなる。